# Arne Sucksdorff
Arne Sucksdorff (Aussprache [ˌɑːɳə ˈsɵkːsdɔrf], * 3. Februar 1917 in Stockholm; † 4. Mai 2001 ebenda) war ein schwedischer Fotograf, Dokumentarfilmer, Regisseur und Drehbuchautor.

## Leben und Werk
Sucksdorff studierte Fotografie in Berlin und erhielt nach seiner Ausbildung mehrere Preise bei Wettbewerben. 1938 wechselte er zum Film. 1948 konnte er mit seinem Dokumentarfilm Menschen in der Stadt (Människor i stad) als erster schwedischer Regisseur einen Oscar gewinnen. Sein 1953 erschienener erster abendfüllender Dokumentarfilm Das große Abenteuer (Det stora äventyret)  erhielt bei den Internationalen Filmfestspielen von Berlin 1954 die Silbermedaille, wurde in Cannes für die Goldene Palme nominiert und im Juli 1954 von der Evangelischen Filmgilde als Film des Monats empfohlen. Etwa 1965 zog Sucksdorff für einige Zeit nach Brasilien und drehte dort mehrere erfolgreiche Filme. Für seinen Film Mitt hem är Cobacabana aus dem gleichen Jahr erhielt Sucksdorff einen Guldbagge.
Als Autor und Fotograf des 1976 im Verlag Oetinger (Hamburg) erschienenen Kinderbuches „Das Vergrößerungsglas“ erzählt er in großformatigen Bildern und Makroaufnahmen die Geschichte eines Jungen namens Kalle, der mithilfe einer Lupe viel Wissenswertes über Tiere und Pflanzen im Wald und auf der Wiese erfährt.